# Активно-пассивный счёт
Активно-пассивные счета — счета, на которых отражаются одновременно и имущество организации (как на активных счетах), и источники его формирования (как на пассивных счетах).
Активно-пассивные счета бывают двух видов:
- с односторонним сальдо (дебетовое либо кредитовое)
- с двусторонним сальдо (дебетовое и кредитовое одновременно).

Счётом с односторонним сальдо является, к примеру, счёт «Прибыли и убытки». Если у предприятия суммы доходов превысили суммы расходов, то разница между ними даёт прибыль, поэтому сальдо счёта будет кредитовым (так как кредитовый оборот будет больше дебетового). Прибыль является источником формирования имущества и отражается в пассиве баланса.
Если возникают убытки, то сальдо по счёту будет дебетовым (так как дебетовый оборот превышает кредитовый).
К активно-пассивным счетам с двусторонним развёрнутым сальдо относится, в частности, счёт «Расчёты с разными дебиторами и кредиторами». Сальдо по дебету этого счёта означает дебиторскую задолженность, а сальдо по кредиту — кредиторскую. Записи по дебету этого счёта могут иметь следующее значение: либо увеличение дебиторской задолженности, либо уменьшение кредиторской задолженности.

## Комментарии
1. ↑  99-й счёт в действующем в России плане счетов.
2. ↑  76-й счёт в действующем в России плане счетов.